# Шейнин, Лев Романович
Лев Рома́нович Ше́йнин (12 [25] марта 1906, Брусановка — 11 мая 1967, Москва) — советский юрист, прокурор, писатель и киносценарист.

## Биография
Родился в деревне Брусановка (ныне Велижский район, Смоленская область) в еврейской семье, которая в 1908 году переехала в Торопец. В 1919 году вступил в комсомол, был членом Торопецкого укома РКСМ, начал работать в газете «Светоч».
В 1921 году приехал в Москву, учился в ВЛХИ имени В. Я. Брюсова, хотел стать писателем.
В 1923 году был направлен на работу в Прокуратуру СССР. По некоторым данным, стал там сотрудником лаборатории психолога А. Р. Лурии, который придумал прибор, напоминавший примитивный детектор лжи. Параллельно учился в Московском университете, который окончил в 1924 году (по мнению исследователя, информация требует уточнения из-за краткости периода обучения, возможно, речь идет о курсах; и действительно, в документах МВД 1951 года указано, что образование у Шейнина незаконченное высшее).
В 1927 году был переведен в Ленинград, где работал старшим следователем в областном суде. В 1929 году вступил в ВКП(б). Расследовал Столкновение поезда и трамвая в Ленинграде 1 декабря 1930 года.
С 1931 года — в Москве, следователь по особо важным делам Прокуратуры СССР. Опубликовал учебник по криминалистике.
В мае — сентябре 1933 года расследовал дело о массовой гибели заключённых на перегоне Котлас — Яренск. В том же году посетил Первый вседонецкий съезд советских писателей и литкружковцев.
В декабре 1934 года в Ленинграде участвовал в расследовании дела об убийстве С. М. Кирова. Вёл последний допрос обвиняемого Л. В. Николаева. 21 декабря 1934 года совместно с А. Я. Вышинским составил обвинительное заключение. Был помощником или заместителем Вышинского, по отзывам современников, сохранял ему лояльность и в хрущевское время. Камил Икрамов сообщает в своих воспоминаниях: «Мне рассказывали, что Лев Шейнин, когда проезжал мимо дома, где жил Вышинский, плакал настоящими слезами. Лев Романович очень любил Андрея Януарьевича». Вышинский написал предисловие к первой книге Шейнина — сборнику рассказов (1938).
С 1935 года — начальник следственного отдела Прокуратуры СССР, государственный советник юстиции 2-го класса, член Особого совещания. В 1934—1935 годах участвовал в следствии по делу «Московского центра» Л. Б. Каменева и Г. Е. Зиновьева. В 1936 году вёл дело полярников Семенчука и Старцева (в 1989 году реабилитированы).
В 1937 году возглавлял специальную группу работников прокуратуры, занимавшуюся следственными делами Бухарина, Рыкова и Ягоды.
Историк юстиции А. Г. Звягинцев, собравший наибольшее количество информации о его биографии, пишет: «Мне кажется, чувство тревоги за собственно политические дела, особенно в 1930-е годы, не покидало Шейнина. Люди, знавшие Льва Романовича, считали, что Шейнин не был напрямую причастен к фальсификации доказательств, истязаниям и пыткам».

### Первый арест
В 1936 году был арестован и находился в заключении в лагере на Колыме, после пересмотра дела освобождён, обвинения были сняты.
В одной из посвященных Льву Шейнину статей приводятся воспоминания солагерника Шейнина, некоего Реева: «Осенью 1936 года я оказался с некоторыми друзьями в районе Берелеха куда мы пробивали трассу, на Еврашкале…. Появился среди нас писатель Шейнин или Ляля Шейнин, как мы его звали. Он быстро исчез, увезённый на переследствие в Москву, а потом освобожденный. Говорили, что у него огромный блат».

### 1930—1950-е
Возвратился на работу. «Поразительную форму приняло исправление преступников в начале 1937 г. благодаря инициативе Льва Шейнина», пишет историк Ш. Фицпатрик. Речь идёт об опубликованной Шейниным в «Известиях» заметке «Явка с повинной», приглашающих преступников сдаться властям и вступить на дальнейший путь исправления с помощью того образования и работы, которые им предоставят. В рассказах «Разговор начистоту» и «Крепкое рукопожатие» (позже вошедших в сборник «Записки следователя») прокурор сообщает о том, что статья имела большие последствия, и многие уголовники сдались, не были наказаны и вступили на путь исправления. По словам историка, дальнейшая судьба перевоспитавшихся воров неизвестна, хотя сообщение, что по крайней мере Костя Граф несколько лет преуспевал. «Несомненно, реальность, скрывавшаяся за подобными историями об исправлении, как и за их завершением, была сложнее того, что попадало в печать (…) Правду или нет говорил Шейнин о множестве добровольных явок с повинной [неизвестно], но, по крайней мере, об одном таком случае сообщалось в разделе хроники „Известий“ годом раньше», считает Фитцпатрик, называя Шейнина «загадочной фигурой». Варлам Шаламов указывал, что полностью ложная государственная политика «перековки» и перевоспитания блатных (блатарей) была популяризована в том числе и литературой, и потому «один Костя-капитан перевоспитался, а десять тысяч блатных вышли из тюрем раньше времени и совершили двадцать тысяч убийств и сорок тысяч ограблений». Вот цена, которую заплатили за «Аристократов» и «Дневник следователя» Шейнина.
С 1939 года снова возглавлял следственный отдел Прокуратуры СССР. Занимался организацией защиты разведчиков Мордвинова и Корнилова после их провала в Анкаре, способствовал их обмену в СССР. В 1943 году занимался делом кремлёвских детей (см. Шахурин, Владимир Алексеевич).
В 1945 году в семье Шейнина родился сын Роман, окончивший впоследствии МЭИ и ставший доктором экономических наук. По некоторым указаниям, жена следователя Тамара была родственницей фарцовщика Рокотова, арестованного в 1947 году.
В 1945—1946 годах участвовал в работе Нюрнбергского трибунала, был помощником главного обвинителя от СССР Р. А. Руденко, вместе с И. Д. Гофманом. Художник Борис Ефимов, присутствовавший тогда в Германии, в своих воспоминаниях «Десять десятилетий» описывает Шейнина и его работу в Нюрнберге.
Был членом Союза писателей СССР, в эти годы имел заметные дополнительные заработки от литературной деятельности, вращался в богемных кругах. Получал большие гонорары, их хватило на машину «Победа», на двухэтажную дачу в Серебряном Бору, на богатый гардероб. «Образ жизни вёл довольно свободный, хотя был женат», пишет Звягинцев.
После убийства Соломона Михоэлса 12 января 1948 года, как пишет Звягинцев, был командирован в Минск в качестве следователя по особо важным делам. Однако утверждение, что Шейнин расследовал эту смерть, является неподтверждённым официальными документами, окружённым домыслами и слухами. Так, другой исследователь пишет, что после второго ареста Шейнина следователями «проверялись и слухи о том, что Шейнин на свой страх и риск предпринял тогда расследование минской трагедии: вылетел вместе с бригадой следователей в Белоруссию, собирал там свидетельские показания, побывал на месте обнаружения тела Михоэлса». Сам Шейнин в дальнейшем решительно отрицал всякую причастность к разбирательству «дела» Михоэлса, называл утверждения об этом слухами, в качестве «алиби» используя факт, что в январе 1948 года был командирован в Казахстан и потому никак не мог быть в это время в Минске, тем более «по собственной инициативе». Слухи, однако, курсировали широко: дочь режиссёра Наталья считала, что Шейнин ездил расследовать смерть. Зускин показывал, что Шейнин отрицал поездку «с подмигиванием», его сосед Александр Галич также упоминает подобный двусмысленный разговор. А. Борщаговский на основе недомолвок в беседе с Шейниным в 1960-е считал, что поездка была, но тот повёл расследование не так, как было угодно властям, и был отстранен.
Когда в январе 1949 года сгорела дача К. Е. Ворошилова, Шейнин со своей командой занимался расследованием, была установлена халатность органов госбезопасности, охранявших объект, виновные были отданы под суд. По воспоминаниям Е. Мелетинского, ходатайствовал за него, что позже тоже подшили к еврейскому делу самого Шейнина.
В 1949 году освобождён от должности с формулировкой «в связи с переходом на другую работу», ему была обещана должность директора Института криминалистики, однако он её не получил.
В 1950 году удостоен Сталинской премии первой степени за сценарий фильма «Встреча на Эльбе», однако в том же году руководство ССП обвинило Шейнина в протаскивании в своих произведениях космополитических и националистических «идеек».

### Второй арест
19 октября 1951 года снова арестован — по делу В. С. Абакумова (дело врачей), обвинялся также в организации антисоветской группы еврейских националистов (Дело Еврейского антифашистского комитета), содержался в тюрьме на Лубянке. Арестовывал его Михаил Рюмин. По словам Звягинцева, он читал протокол допроса Шейнина, где тот утверждал, что одной из причин его ареста стал конфликт в Нюрнберге с руководителем бригады Главного управления СМЕРШ — полковником Михаилом Лихачёвым. В воспоминаниях И. А. Чернова рассказывается, как он сидел с Шейниным в одной камере во Внутренней тюрьме.
В постановлении на арест было указано: «Как установлено показаниями разоблаченных особо опасных государственных преступников, Шейнин находился с ними во вражеской связи и как их сообщник совершил преступления, направленны против партии и Советского правительства». Основанием к аресту Шейнина послужили показания обвиняемых И. С. Фефера, Б. А. Шимелиовича, П. Д. Маркиша, В. Л. Зускина, С. Д. Персова о его якобы националистической деятельности и преступной связи с еврейскими националистами и показания арестованного Л. Л. Шварцмана. Перечисленные выше показали, что Шейнин поддерживал близкую связь с Михоэлсом, со слов которого он был известен им как еврейский националист. "«Шимелиович, назвав Шейнина активным еврейским националистом, показал, что Шейнин высказывал недовольство условиями жизни в СССР, вынашивал изменнические настроения, протаскивал в своих литературных произведениях националистические взгляды, поддерживал близкую связь с Михоэлсом и был осведомлён о вражеской работе, проводившейся под прикрытием Еврейского антифашистского комитета. (…) В процессе следствия от арестованного Маклярского И. Б. (…) были получены показания о том, что со слов Шейнина ему известно о преступной связи Шейнина с представителем еврейского телеграфного агентства, которую он якобы установил, будучи в командировках в Анкаре и Нюрнберге», гласят документы.
По воспоминаниям художника Б. Е. Ефимова, на вопрос, за что он был арестован, Шейнин бросил ему одно слово — «Михоэлс». Далее приводятся слова Ефимова: «Смысл этого, более чем краткого ответа, стал мне ясен только несколько лет спустя, когда после смерти Сталина люди стали более откровенны и, Шейнин поведал мне, что с ним произошло. Я узнал, что он был командирован в Минск в качестве „следователя по особо важным делам“ в связи с загадочной гибелью выдающегося артиста Михоэлса. (…) „Наверху“ сочли необходимым немедленно „убрать“ слишком дотошного следователя».
Объяснением повода для ареста может служить отрывок из допроса П. Д. Маркиша, проведённого 28 марта 1949 года (то есть задолго до ареста Шейнина): «Шейнин в еврейских кругах слывёт как непревзойдённый прокурорский работник. (..) Михоэлс также говорил мне, что у Шейнина настоящая еврейская душа. Поэтому после похорон Михоэлса националисты возлагали большие надежды на Шейнина и распространяли слухи, что Шейнин сам проявил инициативу и с бригадой следователей на самолёте якобы залетел в Минск, где, как выражались некоторые, он сумеет размотать клубок загадочной смерти Михоэлса. Выезжал ли Шейнин в Белоруссию, мне не известно, но разговор об этом свидетельствует о том, что он сам был участником распространения таких слухов». Сам Шейнин на допросе 28 октября 1951 года отрицал поездку.
Звягинцев, имевший доступ к следственному делу, пишет: «Дело Шейнина тянулось два года, хотя другие, куда более сложные и запутанные, заканчивались гораздо быстрее. Видимо, потому, что он понимал, чего от него хотят, высчитывал, что можно сказать, а чего нельзя, по течению допросов догадывался, как меняется политика на самом верху. Делом занимались в разное время семь старших следователей Следственной части по особо важным делам МГБ СССР, и к концу оно насчитывало семь огромных томов. Шейнина допрашивали не менее 250 раз. Более года держали в одиночке, шантажировали, оскорбляли, грозили побоями». Осторожный и хитрый, Шейнин панически боялся допросов с пристрастием, признавался, что он их не выдержит. Согласно мнению Звягинцева на основе изученных документов, в первый год расследования следователи усиленно «раскручивали» его по делу Еврейского антифашистского комитета, причем Шейнин давал показания охотно и подробно, всячески демонстрируя сотрудничество со следствием и оговаривая всех, кого ему называли. Когда еврейский вопрос начал терять актуальность, ему стали инкриминировать шпионаж, связи с заграницей, однако Шейнин начисто отрицал свою вину в шпионаже или измене Родине.

5 марта 1953 года скончался Сталин, в июле был арестован Лихачёв. В этот момент Шейнин резко изменил показания, стал писать «наверх»: 
«Чтобы сохранить жизнь и дожить до объективного рассмотрения дела, я подписывал эти бредовые формулировки, сомнительность которых очевидна… Я не перенёс бы избиений». 
Полковник Чернов вспоминал о сокамернике: «От него я и узнал, что Берию посадили. Шейнину, понятно, этого не сказали, но Лева башковитый — по характеру записей в протоколе допроса сам обо всём догадался и тут же написал письмо Хрущёву, они друг с дружкой давно знакомы. Главное, был случай, когда Лева ему добро сделал: входил в комиссию, которая по заданию Политбюро что-то проверяла на Украине, и составил справку в пользу Хрущёва. И Руденко ходил у него в дружках, тоже, видно, замолвил словечко — в общем, Леву вскоре выпустили».
Постановление о прекращении дела Шейнина датируется 21 ноября 1953 года, в нём указано: проверкой установлено, что Шейнин был оговорен, Маклярский от своих показаний отказался, сославшись на применённое физическое воздействие; сам Шейнин от своих признаний также отказался.
Якобы к его освобождению привело совпадение: в ноябре 1953 года Каганович распорядился освободить арестованного по делу ЕАК его тезку Льва Александровича Шейнина, которого он знал по дореволюционному подполью, однако вместо него МВД по ошибке освободило Льва Романовича. Эту историю приводит Ф. И. Чуев в книге «Так говорил Каганович»: «В 1953 году я узнал, что Лев Шейнин жив, попросил чекистов его найти, так они нашли сначала его однофамильца писателя Льва Шейнина, который тоже сидел, и его освободили. А потом уже этого освободили». (Это подтверждается письмом Л. А. Шейнина Кагановичу, найденным Шейлой Фицпатрик в архиве Совета Министров СССР). Его личный знакомый Василий Ливанов в своих воспоминаниях приводит историю спасения от расстрела, построенную по тому же принципу: «когда Сталину доложили, что Шейнин арестован, и приговор ему вынесен, „лучший друг чекистов“ процедил через всемирно известные усы: „По-моему, мы арестовали не того Шейнина“. Поскольку никто из исполнителей сталинской воли не мог догадаться, как нужно понимать эти слова „гениального вождя“, Шейнина решили на всякий случай не расстреливать и упрятали в ГУЛАГ»". Эти версии имеют характер слухов.

### Дальнейшая жизнь
После 1953 года Шейнин занимался писательской деятельностью. В течение нескольких лет был членом редколлегии и заместителем главного редактора журнала «Октябрь». Член правления Союза писателей СССР. В 1960-е годы занимал посты члена худсовета Министерства культуры СССР, главного редактора киностудии «Мосфильм» (до 1964 года), руководителя кинокомиссии Совета по драматургии СП СССР.
Василий Ливанов, беседовавший с ним о Пастернаке, писал: «вышел уже действительно „не тот Шейнин“. Единственным его желанием было найти хоть какое ни есть оправдание своей прежней деятельности. Такое оправдание он видел в беспрестанной выдаче разнообразной информации, считавшейся во время его службы секретной. Говорил он без умолку и готов был отвечать на любые вопросы». Но когда Ливанов предложил Шейнину написать мемуары, тот ответил: «Васечка! Вы что, с ума сошли?!».
По воспоминаниям Анатолия Алексина, уже во времена Хрущёва и с его одобрения Шейнин постарался воскресить свою давнюю идею о реабилитации уголовников: «очень уважаемая газета по его инициативе развернула на своих страницах обсуждение: брать или не брать предприятиям и учреждениям „на поруки“ уголовных преступников, ручаясь за их перевоспитание и одновременно освобождая их, таким образом, от возмездия». Речь, возможно, идет об очерках «Ставка на доверие» и «Сила и вера», напечатанных в «Известиях» в 1959 году. Затея кончилась провалом и постановлением «Об усилении борьбы с преступностью».
Все знакомые с ним отмечали обаяние Шейнина и его любовь к жизни: "Лев Романович был поистине уникальной личностью. В нём вполне мирно уживалось два разных человека. Чекист, представитель соответствующей системы, со всеми, вытекающими отсюда последствиями, и «весёлый, общительный, балагур, „душа общества“, подкупающий редким даром рассказчика, мастер добродушных, смешных розыгрышей»". Юлиан Семёнов писал: «Маленький, кругленький, (…) Шейнин был человеком улыбчивым, постоянно тянувшимся к людям. В разговорах, однако, был сдержан». Когда он читал лекции в юридическом институте, аудитории были переполнены.
Серьёзный коллекционер-библиофил. В 1958 году ездил в ГДР. По словам Алексина, страдал диабетом, а по воспоминаниям Бориса Ефимова — канцерофобией.
Уже будучи тяжело больным, совершил несколько поездок по стране в качестве специального корреспондента «Известий».
Умер 11 мая 1967 года от сердечного приступа. Похоронен в Москве на Новодевичьем кладбище (участок № 6).

## Семья
Жена — Беляева Тамара Сергеевна (1918—1975), советская актриса театра, кино и озвучивания, похоронена рядом с мужем на Новодевичьем кладбище (участок № 6).
- Сын — Роман Львович Шейнин (род. 1945), предприниматель, доктор экономических наук.

## Творчество
Впервые начал работать в газете ещё в 1919 году, начал работать в торопецкой газете «Светоч». Как рассказывает сам Шейнин в предисловии к сборнику «Записки следователя», первоначально он хотел быть именно литератором, поступил для этого в ВЛХИ имени В. Я. Брюсова, и только комсомольское распределение бросило его в юриспруденцию.
Известен в первую очередь как автор сборника рассказов о буднях советского уголовного розыска «Записки следователя». Свой первый рассказ «Карьера Кирилла Лавриненко» напечатал в 1928 году в журнале «Суд идёт!». Его рассказы печатались в газетах «Правда», «Известия» и в ряде журналов. Полностью первая книга «Записок следователя» вышла в свет в 1938 году в издательстве «Советский писатель». Предисловие к ней написал Вышинский. В дальнейшем Шейнин будет её дополнять и переиздавать. В основу рассказов обычно ложились реальные дела Шейнина и его коллег, где он менял детали и имена: так, в рассказе «Исчезновение» действует инженер Глотник, а реального героя этого дела звали Злотник (а Люся Б. — это Елена Боннер, фотокопию рассказа позже использовали для её травли). В основу рассказа «Карьера Кирилла Лавриненко» легло дело корабля «Память Азова». И. Мацкевич в книге «Мифы преступного мира» пишет, что Шейнин внёс большой вклад в становление мифа о Леньке Пантелееве в одноимённом рассказе. По свидетельству Шаламова, дом свиданий в Москве, описанный в рассказе «Генеральша Апостолова» — также подлинная история. Не изменены обстоятельства в рассказе «Дело Семенчука». Рассказ «Злой гений „Народной воли“» посвящен Окладскому.
Прототипом главного героя романа «Военная тайна» был Иван Гвай, также использован сюжет провала в Анкаре.
С 1936 года выступал как драматург. В 1939 году по мотивам пьесы братьев Тур и Льва Шейнина «Очная ставка» на киностудии «Мосфильм» был снят шпионский фильм «Ошибка инженера Кочина». Впоследствии совместно с братьями Тур написал ещё несколько пьес и киносценариев. В Москве после войны по этому поводу ходило присловье: «На берегах литературы пасутся мирно братья Туры и, с ними заводя амуры, Лев Шейнин из прокуратуры».
Другим его соавтором был Маклярский, несмотря на то, что тот давал против него показания во время второго ареста: «Молва гласит, что они оба одновременно вышли из тюрьмы, сели в поданную автомашину и, невзирая на недавние распри, по дороге домой договорились вместе писать литературный сценарий художественного кинофильма. Не берусь судить, что здесь правда, а что домысел, но скажу, что в 1957 году на экраны вышел кинофильм „Ночной патруль“, снятый по сценарию двух авторов — М. Б. Маклярского и Л. Р. Шейнина».
До войны совместно с Эйзенштейном будто бы предложил сценарий о суде и оправдании еврея Менделя Бейлиса, обвиненного в 1913 г. в Киеве в ритуальном убийстве христианского мальчика, но режиссёру сказали снимать про Ивана Грозного. Звягинцев пишет, что Шейнин принимал активное участие в подготовке создания сериала «Следствие ведут знатоки».
Некролог «Известий» так характеризует его литературную работу: «Один из представителей советского обвинения на Нюрнбергском процессе, Шейнин после Отечественной войны отдаёт много энергии публицистике, гневно разоблачающей поджигателей войны. Его страстные антивоенные памфлеты и статьи до последнего времени печатались на страницах „Известий“, „Литературной газеты“, „Огонька“».
Согласно «Известиям», до последних дней не оставлял работы над пьесой «Дети России», приуроченной к 50-летию Октябрьской революции. Ю. Семёнов за год до смерти Шейнина писал, что тот работает над большой эпопеей «Дело Бейлиса».

### Отзывы о творчестве
Исследование «Детектив: от рассвета до расцвета. Родословная в лицах» причисляет его к родоначальникам советского милицейского детектива.
«Литература служила Льву Шейнину во время работы в следственных органах своего рода „отдохновением“ от трудных и далеко не праведных дел. Она же помогла ему остаться на плаву, когда пришлось оставить юриспруденцию и заняться добыванием хлеба насущного».
Автор современных детективов бывший следователь и прокурор Елена Топильская в мемуарах «Тайны реального следствия. Записки следователя прокуратуры по особо важным делам» отмечает, что «в обстановке тотального отсутствия детективной литературы» «Записки следователя» Льва Шейнина служили хрестоматией по борьбе с преступностью после «Рассказов о Шерлоке Холмсе».
«Все его произведения построены схематично, обладают известным сюжетным напряжением и никогда не отклоняются от выполнения воспитательных задач, поставленных партией и службой госбезопасности (ЧК, НКВД, МВД)», пишет критик. «Сегодня, конечно, трудно поверить в раскаявшихся „воров в законе“, абсолютно всех без исключения, которых он описывал. Как и трудно представить себе безупречно честных работников НКВД и МВД. Однако есть в этих рассказах некое обаяние, которое делает их популярными до сегодняшнего дня. Может быть, дело в том, что они лишены назидательности, а вот характеры преступников, сюжетные линии выстроены вполне занимательно и весело описаны», считает историк юстиции.
Советолог Ш. Фитцпатрик в своем исследовании о советском быте отмечает его творчество: «Будучи сами политическим театром, показательные процессы породили множество подражаний на сцене настоящего театра, и профессионального, и самодеятельного. Лев Шейнин (…) был соавтором одной из самых популярных пьес на тему Большого Террора под названием „Очная ставка“, которую в 1937 г. ставили театры по всему Советскому Союзу. Поскольку Шейнину приписывалась также честь соавторства в сценариях крупных московских показательных процессов, это переключение на „настоящую“ драматургию с использованием тех же сюжетов о шпионах, их разоблачении и допросах весьма любопытно. Некоторые критики нашли пьесу неудачной — чересчур публицистичной, но другие были более снисходительны. На Джона Скотта, смотревшего её постановку в Магнитогорске, произвели большое впечатление напряжённость действия и мощь содержавшегося в ней призыва к неусыпной подозрительности и бдительности, по его словам, зрительный зал в конце разразился бурными аплодисментами».

### Фильмография
- 1939 — «Ошибка инженера Кочина», по мотивам пьесы «Очная ставка» (совместно с братьями Тур)
- 1944 — «Поединок» — сценарист. Экранизация первой части романа «Военная тайна».
- 1949 — «Встреча на Эльбе» — сценарист (совместно с братьями Тур)
- 1957 — «Ночной патруль» — сценарист (совместно с М. Б. Маклярским)
- 1962 — «Цепная реакция» — сценарист
- 1965 — «Игра без правил» — сценарист (совместно с братьями Тур)
- 2015 — «Трагедия в бухте Роджерс» — по мотивам рассказа «Дело Семенчука»

## Образ в искусстве
Шейнин выведен в романе Ю. О. Домбровского «Факультет ненужных вещей» под именем Романа Львовича Штерна (автор книги также учился на «брюсовских курсах», хотя Шейнин окончил их десятью годами ранее).
Братья Вайнеры в книге «Петля и камень в зелёной траве», говоря об убийстве Михоэлса, выводят Шейнина под настоящим именем: «Дело было знаменитое. А кокнули Михоэлса крутовановские ребята, да грязно сделали, наследили, насрали повсюду, за ними ещё год подбирать пришлось… Туда же выезжал с официальным расследованием Шейнин. Ну, конечно, этот еврей-грамотей, стрикулист паршивый, сразу же почти все разнюхал (…) Шейнина послали тогда в Минск марафет навести, а он всю срань раскопал…».
В телесериале «Чёрная кошка» 2016 года одним из главных героев является следователь по особо важным делам Московского уголовного розыска майор Лев Шеин (роль исполнилКонстантин Лавроненко). Персонаж является тёзкой Шейнина и имеет схожую с ним судьбу (служил в качестве следователя в органах правопорядка, подвергался сталинским репрессиям, но выжил и вернулся на работу в органы). Тем не менее к разоблачению и задержанию банды Ивана Митина, о которой рассказывается в сериале, Шейнин не имел никакого отношения.

## Награды и премии
- Сталинская премия первой степени (1949) — за сценарий фильма «Встреча на Эльбе» (1949)
- Орден Ленина[4]
- Орден Трудового Красного Знамени (29.08.1937) — в связи с 15-летием Прокуратуры СССР[4]
- Орден Отечественной войны I степени[4]
- 6 медалей[4]

## Комментарии
1. 1 2  Показание Шейнина на допросе 28 октября 1951 года: «Вовси, видимо поддавшись широко распространенным евреями в Москве лживым слухам о том, что я ездил в Минск для расследования причин гибели Михоэлса, спрашивал меня об обстоятельствах смерти Соломона. Я объяснил Вовси, что расследованием причин гибели Михоэлса я не занимался и находился в это время в командировке в Казахстане, что соответствует действительности» (Цит. по: Борщаговский А.М: Обвиняется кровь. М., 1994)
2. ↑  Вениамин Зускин на допросе в феврале 1949 года показал следователю Рассыпнинскому: «Я встретился с Шейниным в театре Ленинского комсомола на спектакле и подошел к нему, чтобы узнать результаты его расследования по делу убийства Михоэлса. Но он, хитро подмигнув мне, заявил: „Вы, конечно, хотите знать о моей поездке в Минск? Заявляю вам, что я никуда не ездил“».(Цит. по: Борщаговский А.М: Обвиняется кровь. М., 1994)
3. ↑  После возвращения Шейнина из Минска Галич (они жили тогда в одном доме) стал спрашивать его об обстоятельствах смерти Михоэлса: «Вы были в Минске. Что знаете, Лев Романович?» Шейнин помолчал, а потом сам спросил Галича: «А вы, Саша, как думаете, что там могло произойти?» (Жовтис А. Вопреки эпохе и судьбе // Нева. 1990. № 1. С. 179.)
4. 1 2 3 4 5  Дополнительные рассказы по сборнику «Записки следователя» (М, Дрофа, 2003).
5. 1 2  Дополнительные рассказы, по сборнику «Военная тайна» (Кишинёв, 1987).
6. ↑  Шейнин Л. Авторский сборник «Комсомольская путевка». М., Правда, 1958
7. 1 2 3  Шейнин Л. Авторский сборник «Человек и закон». М., Знание, 1960
8. 1 2  В сборнике 1938 года рассказ входит в «Записки следователя», минимум с 1962 года перемещен в цикл «Тени прошлого».
9. 1 2 3 4  Возможно, также могут входить в цикл «Записки следователя», требуется проверка.